# CAPG
CAPG (англ. Capping actin protein, gelsolin like) – білок, який кодується однойменним геном, розташованим у людей на короткому плечі 2-ї хромосоми.  Довжина поліпептидного ланцюга білка становить 348 амінокислот, а молекулярна маса — 38 499.
| 10         |  | 20         |  | 30         |  | 40         |  | 50         |
| ---------- |  | ---------- |  | ---------- |  | ---------- |  | ---------- |
| MYTAIPQSGS |  | PFPGSVQDPG |  | LHVWRVEKLK |  | PVPVAQENQG |  | VFFSGDSYLV |
| LHNGPEEVSH |  | LHLWIGQQSS |  | RDEQGACAVL |  | AVHLNTLLGE |  | RPVQHREVQG |
| NESDLFMSYF |  | PRGLKYQEGG |  | VESAFHKTST |  | GAPAAIKKLY |  | QVKGKKNIRA |
| TERALNWDSF |  | NTGDCFILDL |  | GQNIFAWCGG |  | KSNILERNKA |  | RDLALAIRDS |
| ERQGKAQVEI |  | VTDGEEPAEM |  | IQVLGPKPAL |  | KEGNPEEDLT |  | ADKANAQAAA |
| LYKVSDATGQ |  | MNLTKVADSS |  | PFALELLISD |  | DCFVLDNGLC |  | GKIYIWKGRK |
| ANEKERQAAL |  | QVAEGFISRM |  | QYAPNTQVEI |  | LPQGHESPIF |  | KQFFKDWK   |

A: Аланін

C: Цистеїн

D: Аспарагінова кислота

E: Глутамінова кислота

F: Фенілаланін

G: Гліцин

H: Гістидин

I: Ізолейцин

K: Лізин

L: Лейцин

M: Метіонін

N: Аспарагін

P: Пролін

Q: Глутамін

R: Аргінін

S: Серин

T: Треонін

V: Валін

W: Триптофан

Кодований геном білок за функцією належить до кепінгів актину. 
Білок має сайт для зв'язування з молекулою актину. 
Локалізований у цитоплазмі, ядрі.
Також секретований назовні.